# Colobocentrotus pedifer
Espèce
Colobocentrotus pedifer, l'oursin « porte-houlette », est une espèce d'oursins de la famille des Echinometridae.

## Description
Comme toutes les espèces de son genre, cet oursin a abdiqué ses piquants pour une mosaïque de plaques imbriquées le faisant ressembler à une tortue. Il est de couleur beige à vert sombre avec les radioles périphériques allongées à pointes roses, en forme de houlettes d'après le descripteur Henri-Marie Ducrotay de Blainville. 

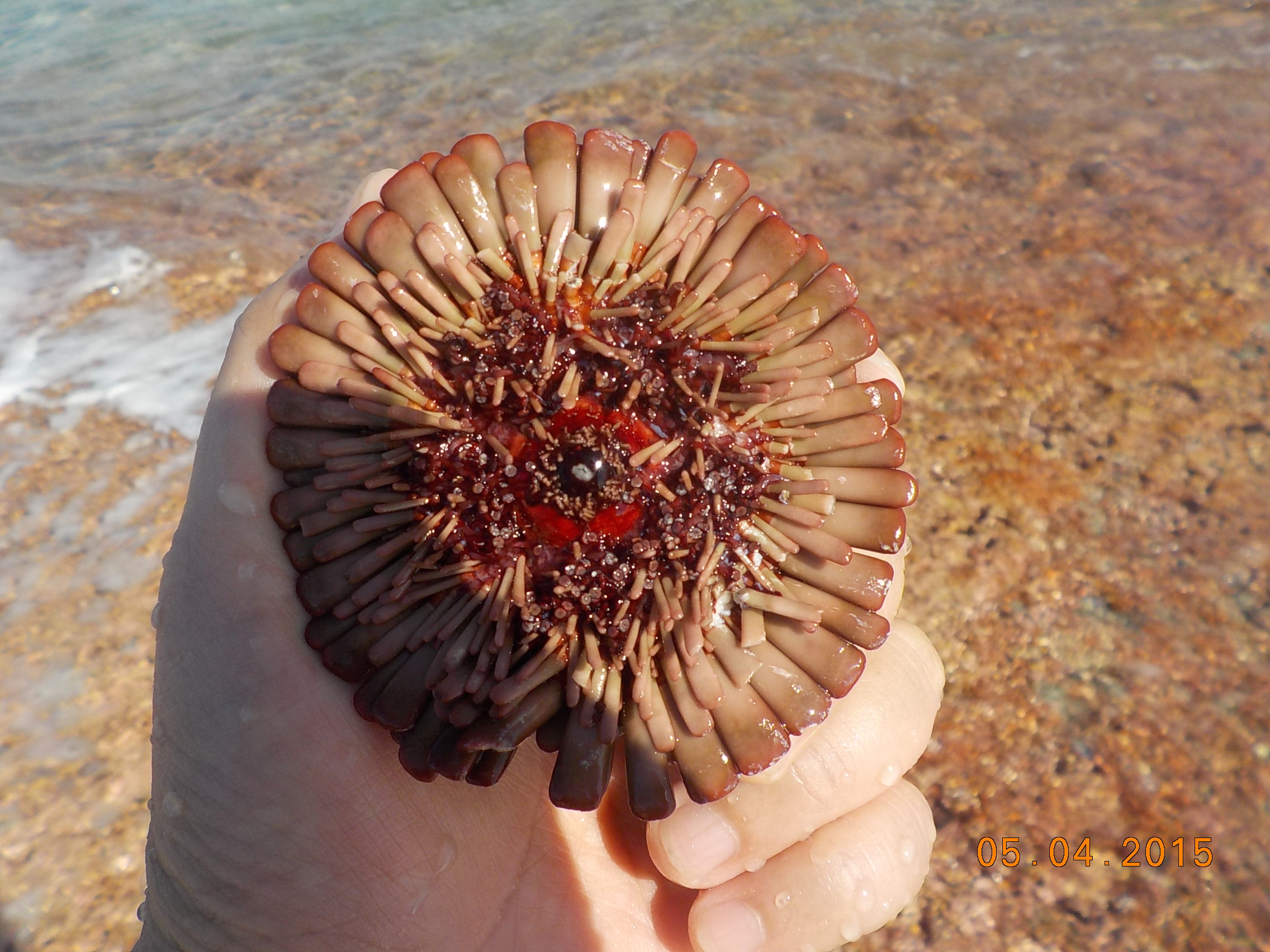
Face orale.
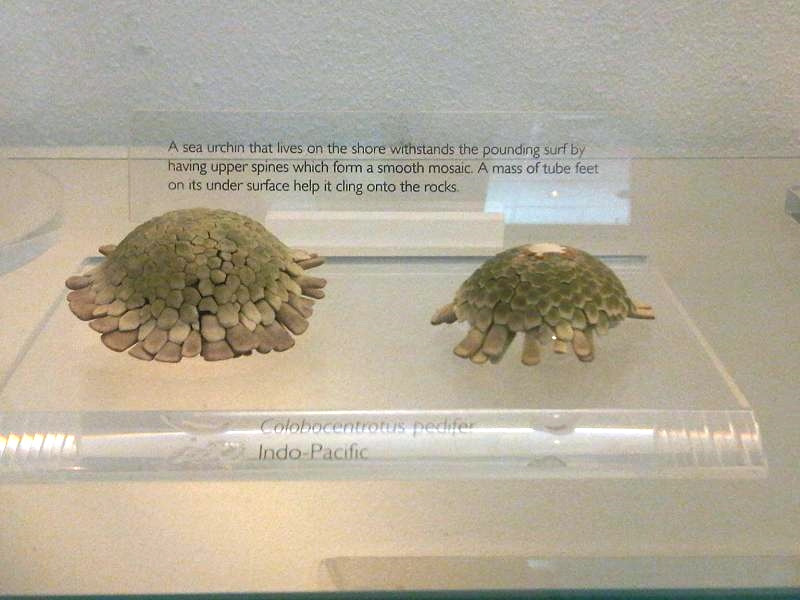
Colobocentrotus pedifer au NHM de Londres.

## Habitat et répartition
Cette espèce semble endémique des Tuamotu en Polynésie Française, où elle vit sur les falaises rocheuses. 

## Systématique
Le nom valide complet (avec auteur) de ce taxon est Colobocentrotus pedifer (Blainville, 1825).
L'espèce a été initialement classée dans le genre Echinus sous le protonyme Echinus pedifer Blainville, 1825. Le nom de genre Podophora proposé par Louis Agassiz (1840) a par la suite été déplacé comme sous-genre.
Colobocentrotus pedifer a pour synonymes :
- Echinus pedifera Blainville, 1825
- Echinometra pedifera (Blainville, 1825)
- Echinus pedifer Blainville, 1825
- Podophora pedifer (Blainville, 1825)
- Podophora pedifera (Blainville, 1825)

## Publication originale
- Blainville, H. M. D. d. 1825. Oursin, Echinus (Actinozoaires.), Pp. 59-98 in Dictionnaire des Sciences Naturelles F.G. Levrault, Strasbourg & Paris.